# Пилипів Богдан Іванович
Богдан Іванович Пилипів (нар. 14 жовтня 1954, с. Ілемня, нині Івано-Франківська область) — український художник-пірографіст. Член Національної спілки журналістів України.

## Життєпис
Богдан Пилипів народився 14 жовтня 1954 року в селі Ілемня (нині Вигодська громада, Калуський район, Івано-Франківська область, Україна).
Закінчив факультет журналістики Львівського університету. Ще в студентські роки більш глибоко зацікавився книжковою графікою та мистецтвом в цілому. Був слухачем лекцій професора Христини-Олени Саноцької Львівського поліграфічного інституту імені Івана Федорова. Студіював живопис в корифея українського малярства Володимира Патика.
У 1995 році працював в м. Єна (Німеччина), як реставратор художніх полотен в одного з колекціонерів творів. Протягом 2003—2005 років був членом редакційної колегії, заступником головного редактора християнського часопису «Verso La Luce» («До Світла») Апостольської візитатури українців-католиків в Італії. Упорядник та ілюстратор унікальної двотомної Антології творчості заробітчан «Світло на чужих стежках» (Рим, 2005). Нині живе та працює у Рожнятеві.

## Творчість
Працює з унікальною у світі, кропіткою та ювелірною технікою «графікою вогнем» на дерев'яних площинах (пірографія). Самостійно освоїв та вдосконалив техніку, експериментуючи, довівши її до досконалості. Завдяки авторській техніці його роботи візуально сприймаються як багатовимірні, створюючи ефект тривимірного простору. Також створює ікони, графіку, картини (окремі виконані фарбою) та портрети. Учасник обласних виставок в Івано-Франківську. Персональні виставки відбулися у Львові, Варшаві (2013).
Після важкого поранення сина Андрія на фронті, несумісного з життям (1982—2023), художник Богдан Пилипів започаткував серію благодійних виставок у Європі. Перший вернісаж відбувся у Парижі, кошти від якого були спрямовані на підтримку військовослужбовців, що втратили кінцівки. Згодом його роботи були представлені у шістьох містах Німеччини.
15 травня 2025 року Глава УГКЦ Святослав Шевчук на аудієнції з новообраним Папою Римським Левом XIV, вручив йому в подарунок картину Богдана Пилипіва під назвою «Війна. Молитва-реквієм».
Серед творів митця:
- копії робіт майстрів світового значення (Рафаеля, Мастроянні[it], Леонардо да Вінчі, Себастьяна Кончі)[2][3][4];
- портрети Тараса Шевченка, Симона Петлюри, Героя України Василя Сліпака, Блаженніших Любомира Гузара та Святослава Шевчука, Папи Римського Івана Павла II, Бориса Джонсона, Анджея Дуди, Джастіна Трюдо, Джо Байдена, Емманюеля Макрона, імператора Японії Нарухіто, короля Саудівської Аравії Салман ібн Абдул-Азіз Аль Сауда, королеви Великої Британії Єлизавети II, принцеси Діани, Анджеліни Джолі, Джоконда, Дональд Трамп[2][3][5][7].

Окремі роботи зберігаються у приватних збірках США, Канади, Ізраїлю, Польщі, Італії, Німеччини та України.

## Галерея

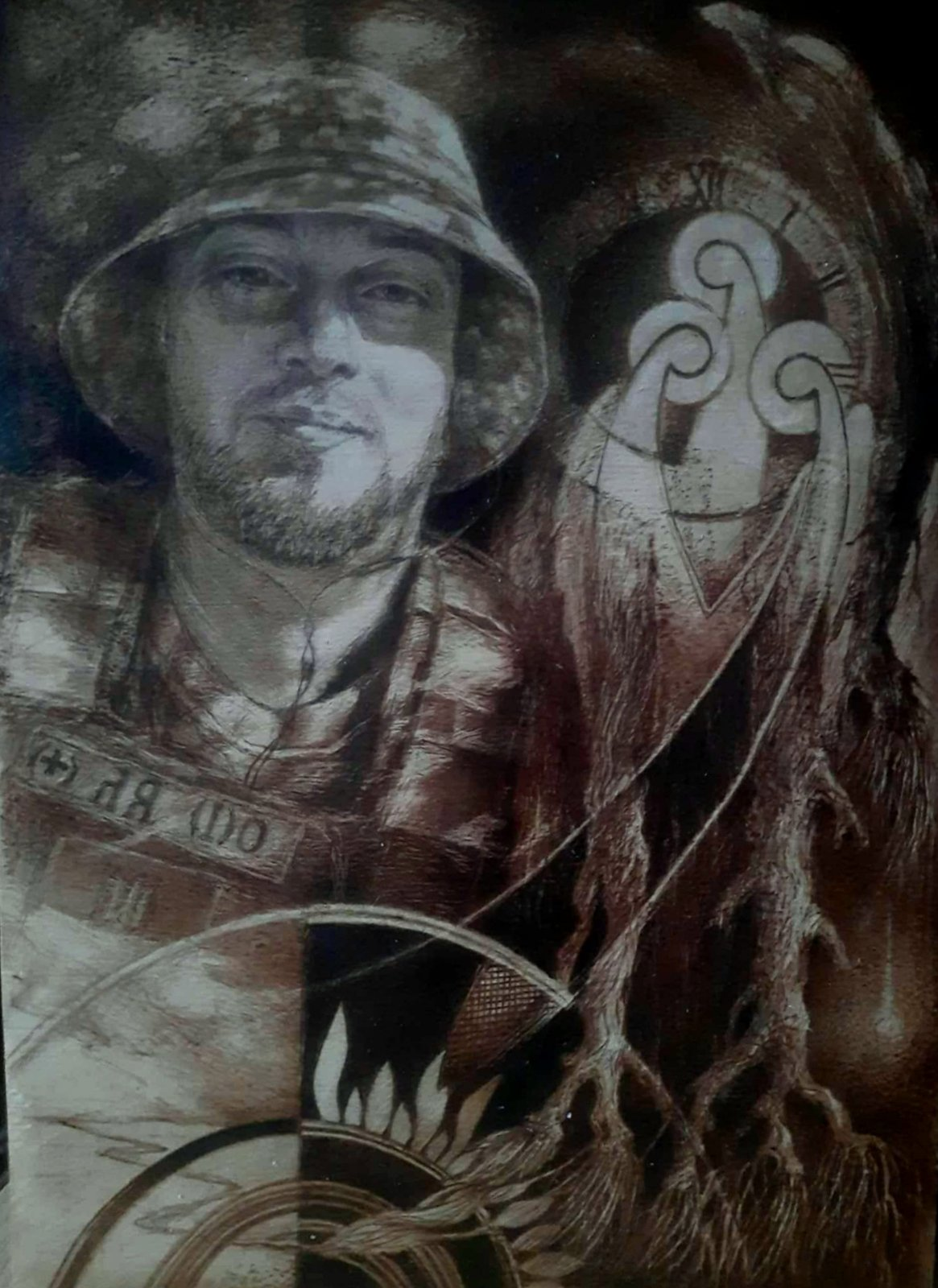
Три ангели Андрійка, 2024
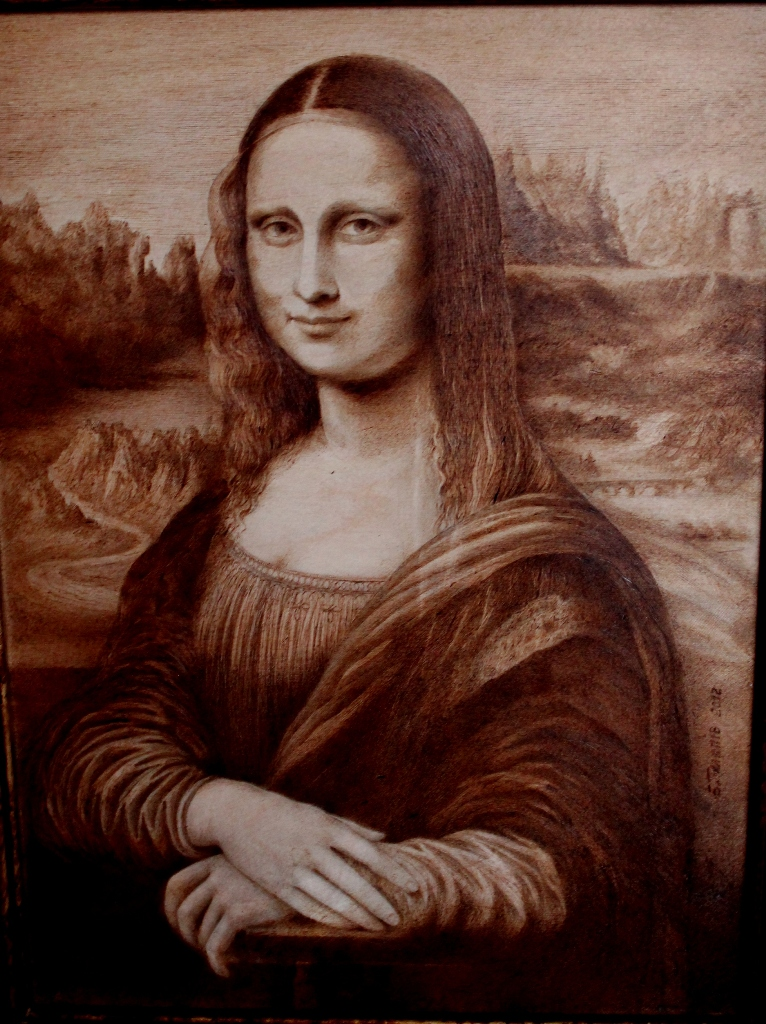
Джоконда (Мона Ліза), 2014
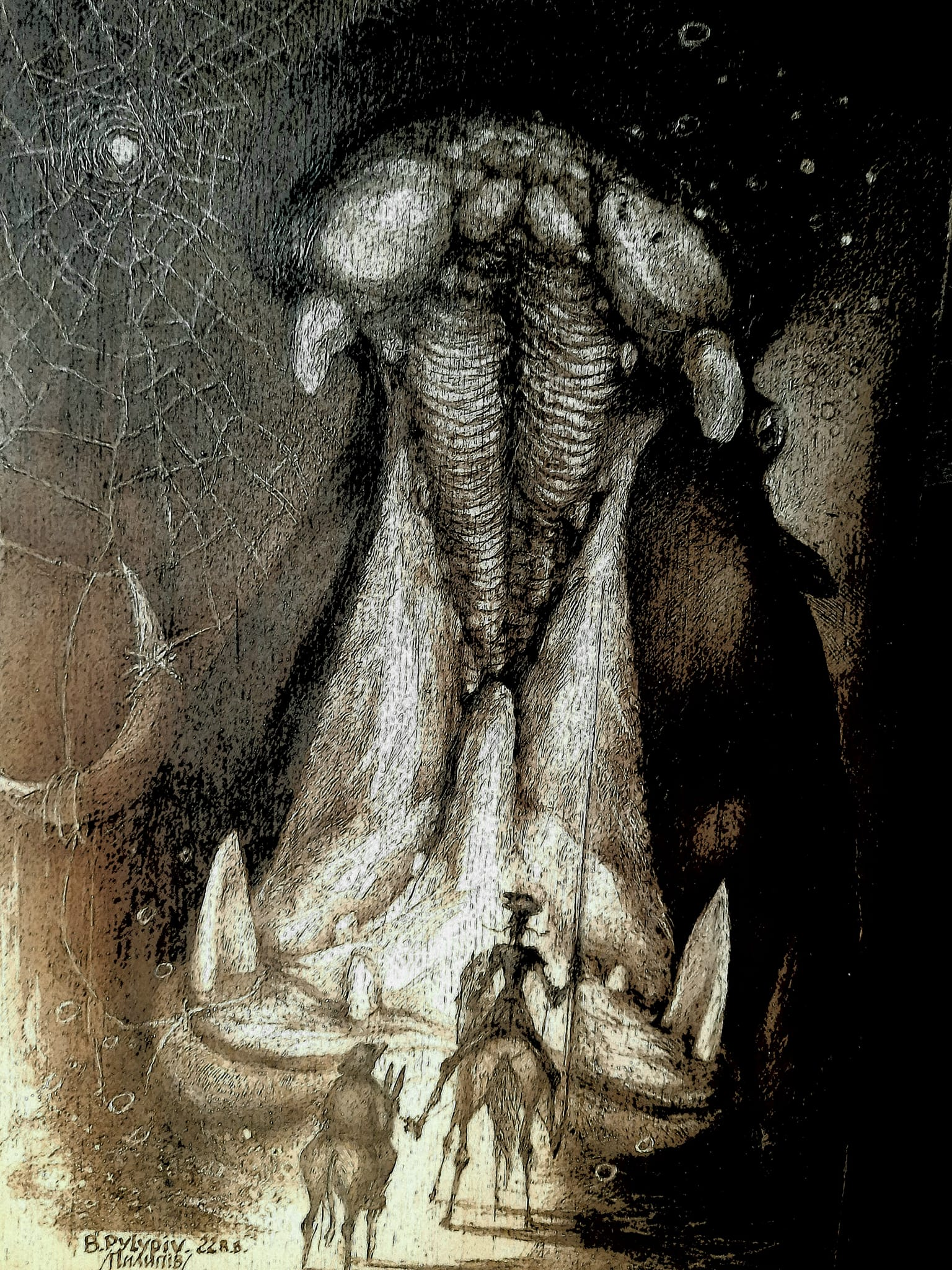
Дон Кіхот і бегемот, 2022
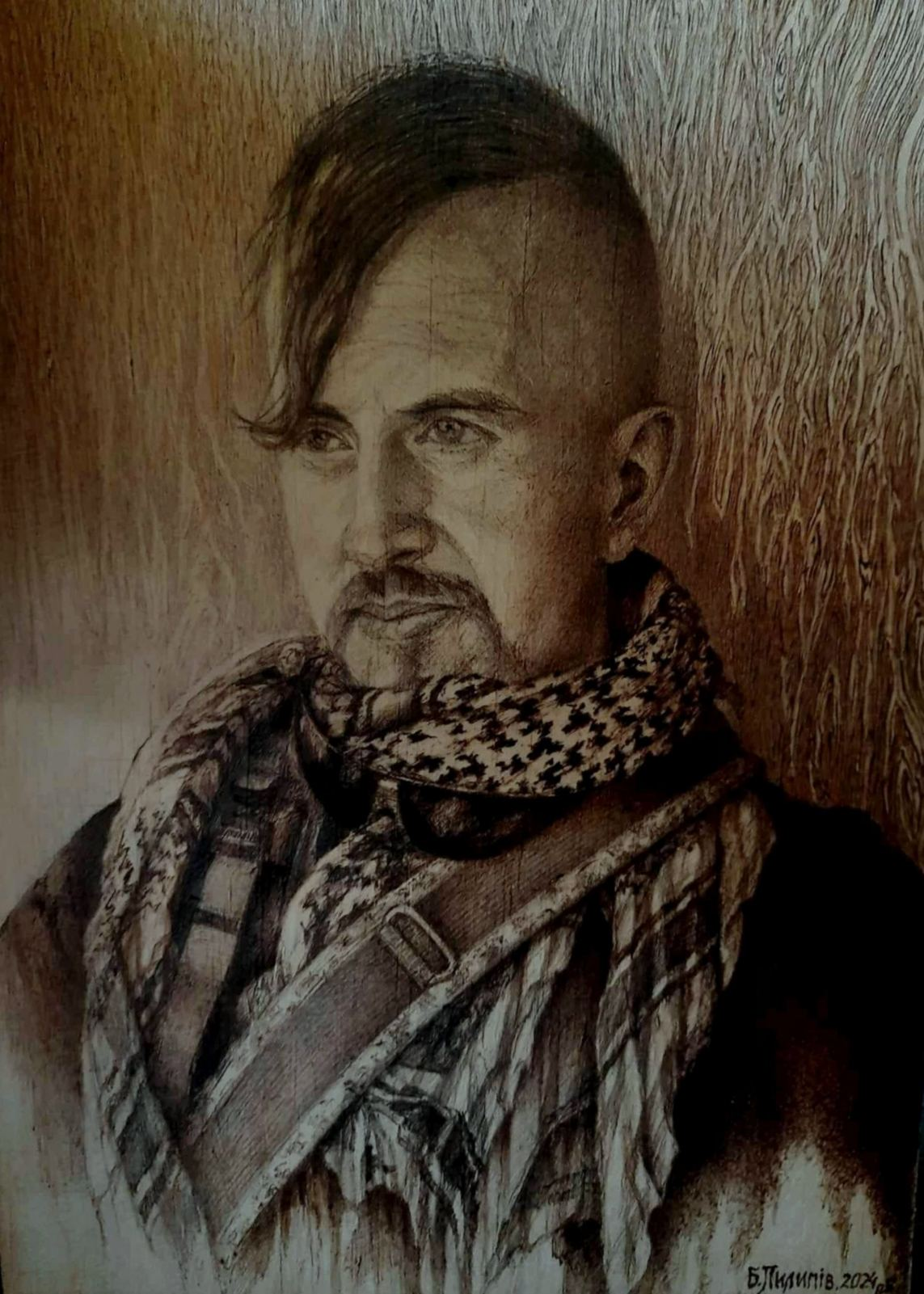
Герой України, Соліст Паризької опери — Василь Сліпак, 2024
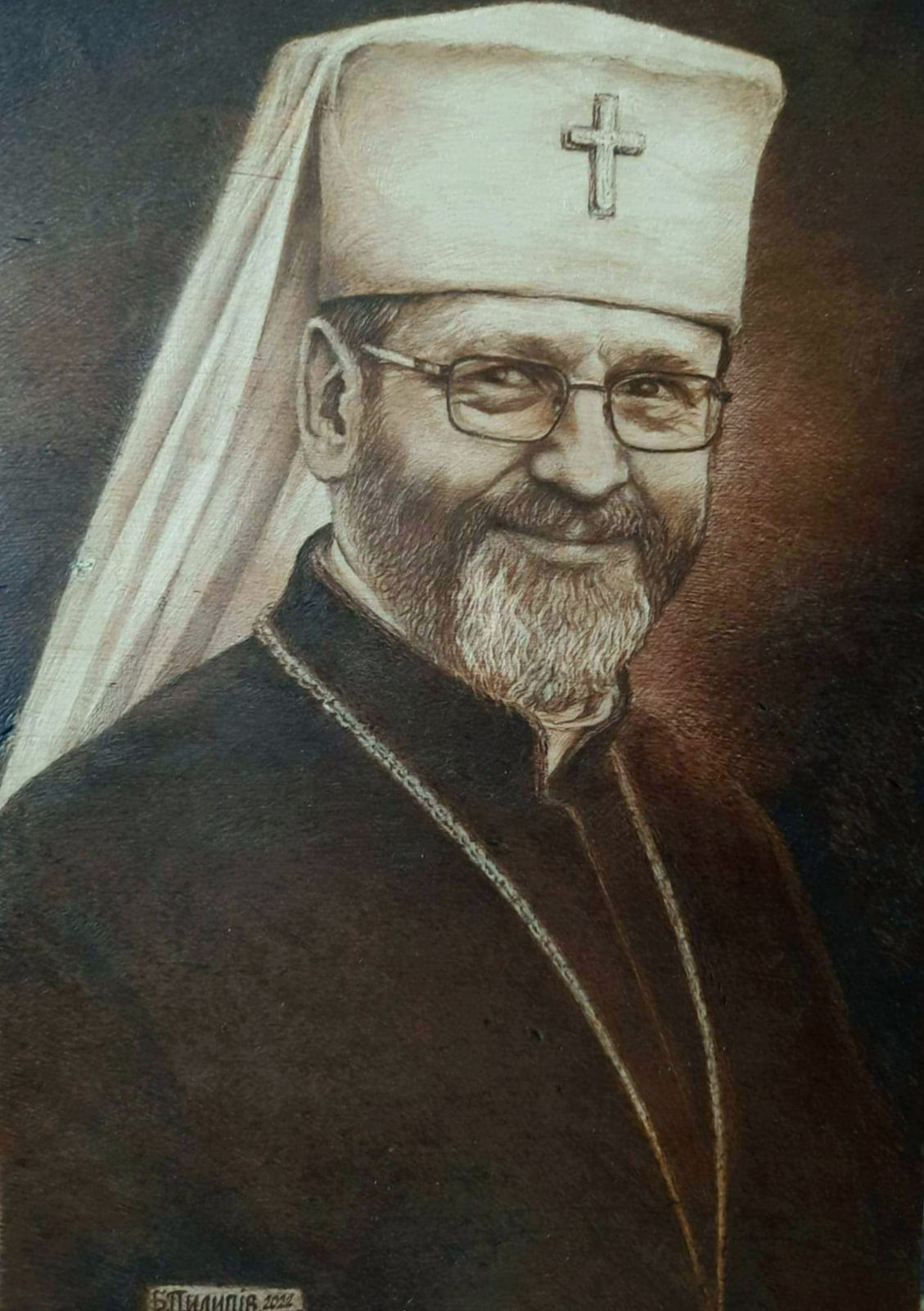
Патріарх, очільник УГКЦ Блаженніший Святослав Шевчук, 2022
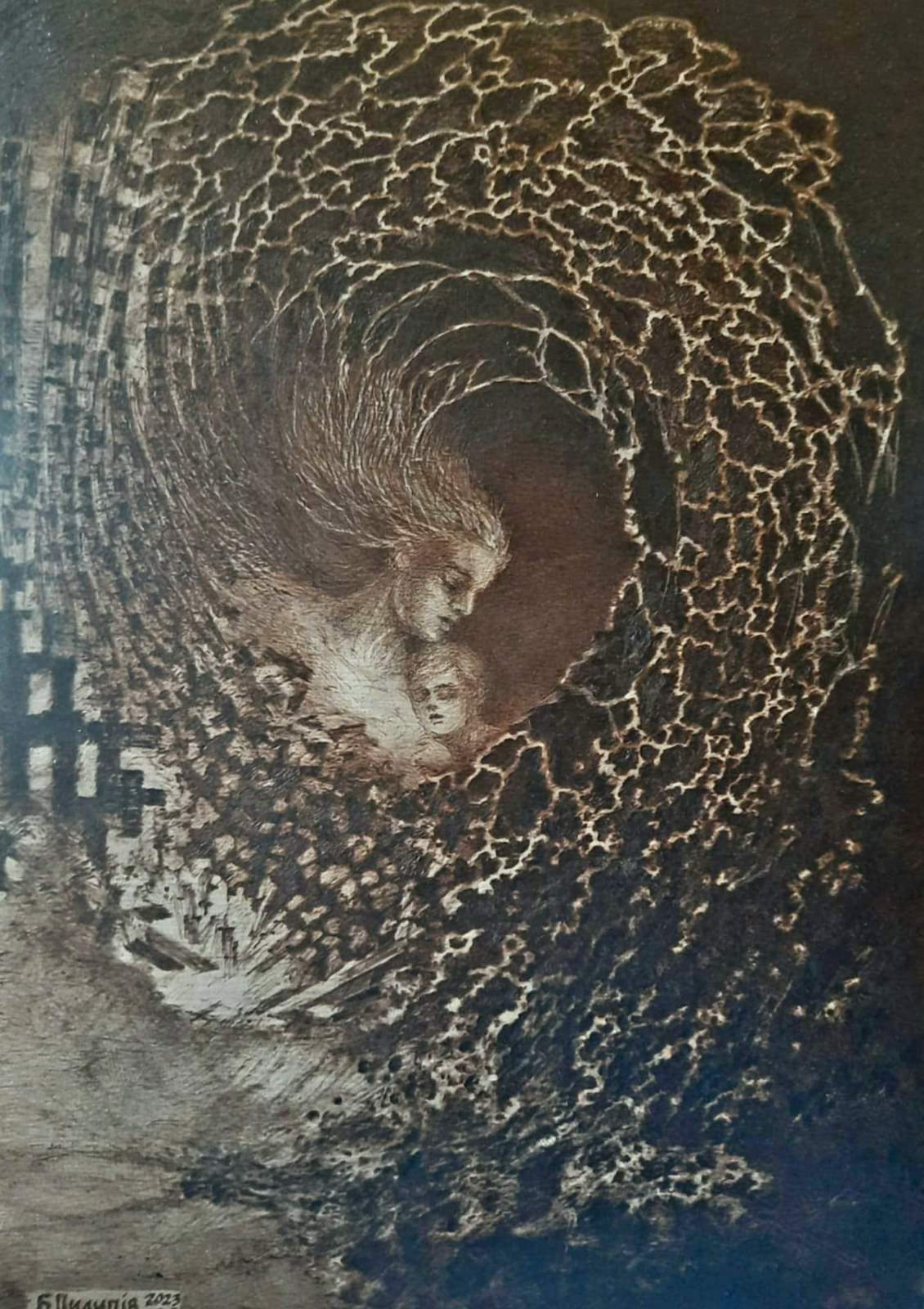
У горнилі війни, 2023
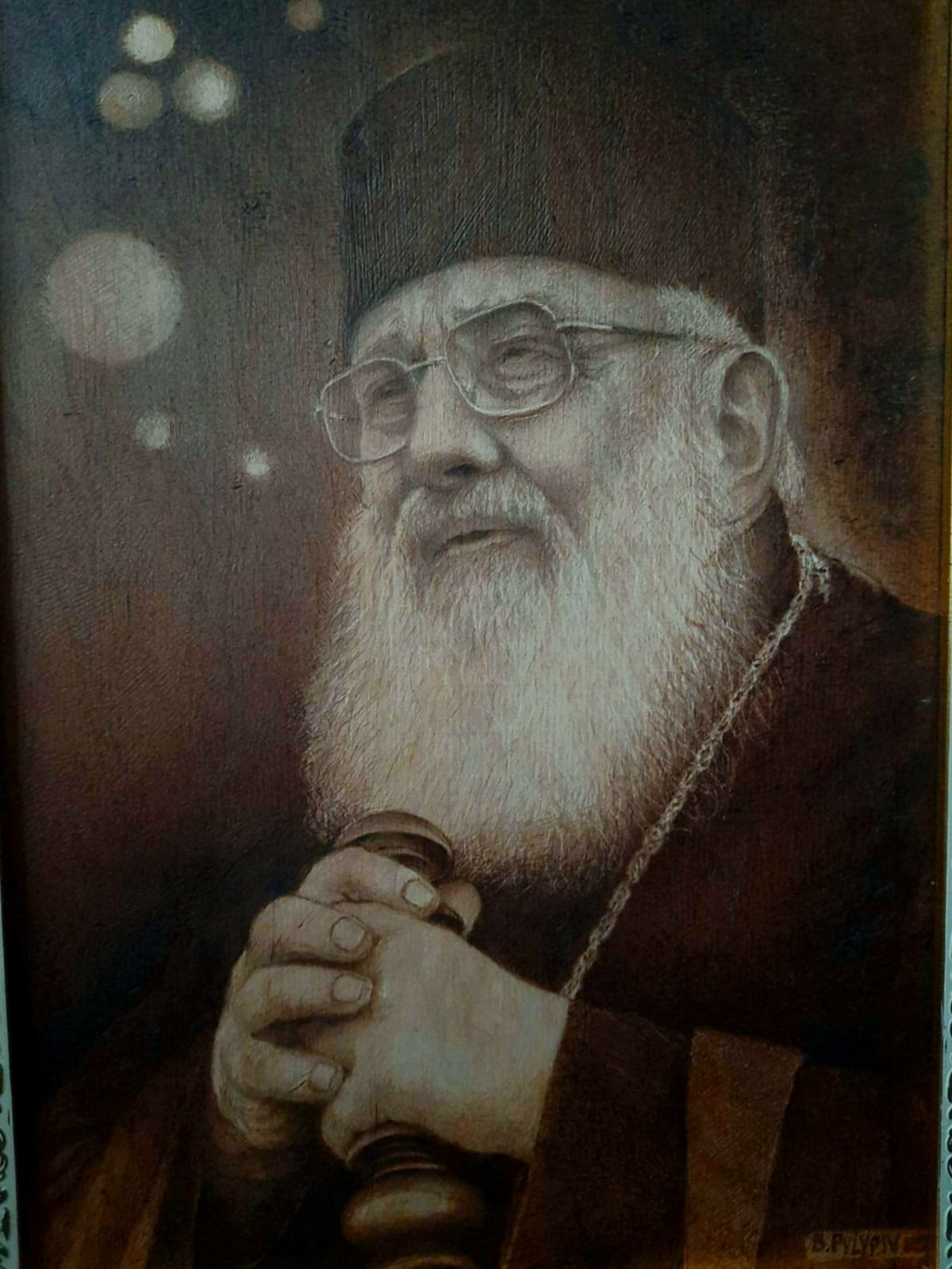
Патріарх, Кардинал Любомир Гузар — гордість і совість України
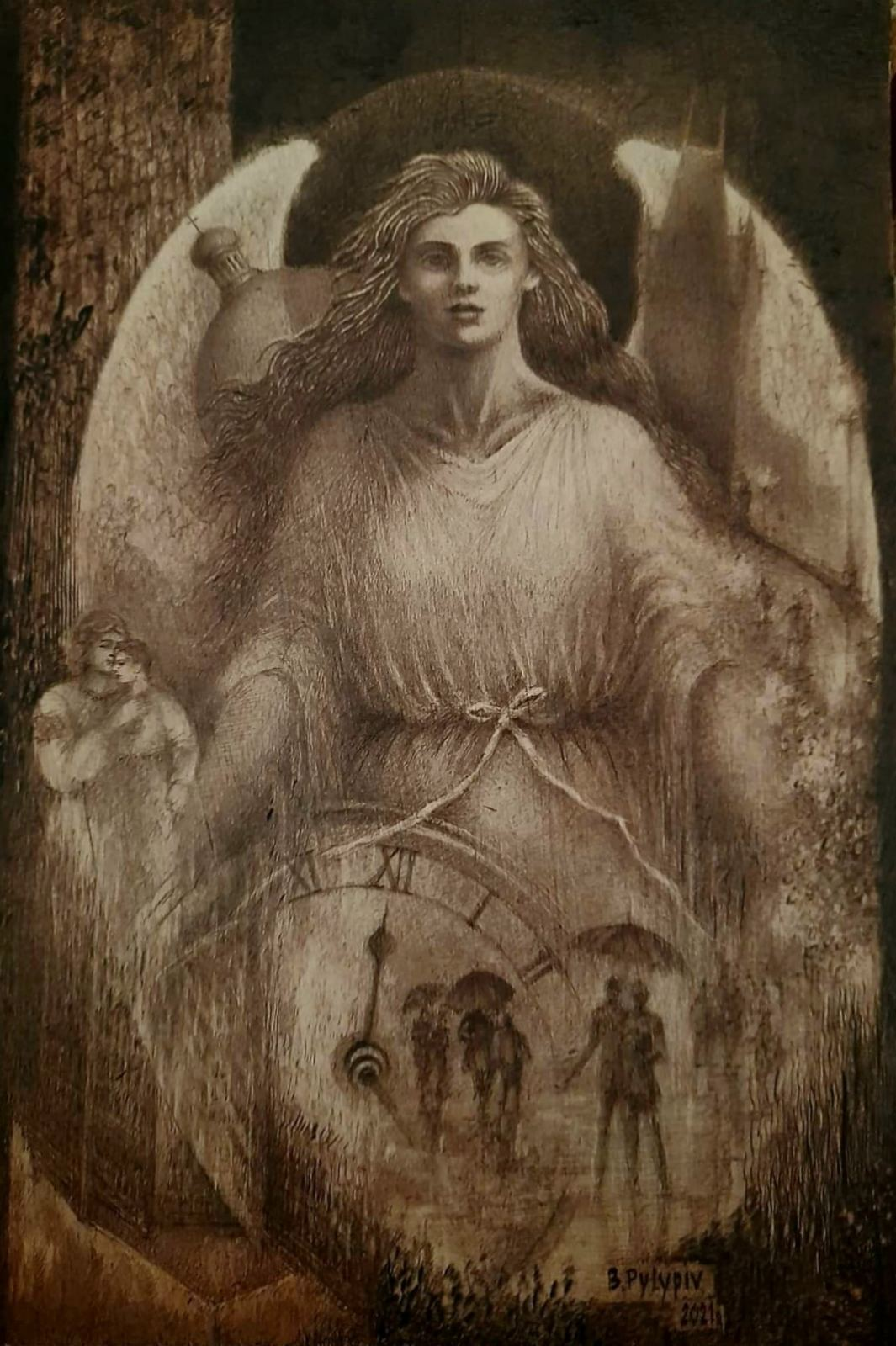
Під покровом Ангела-охоронця, 2021
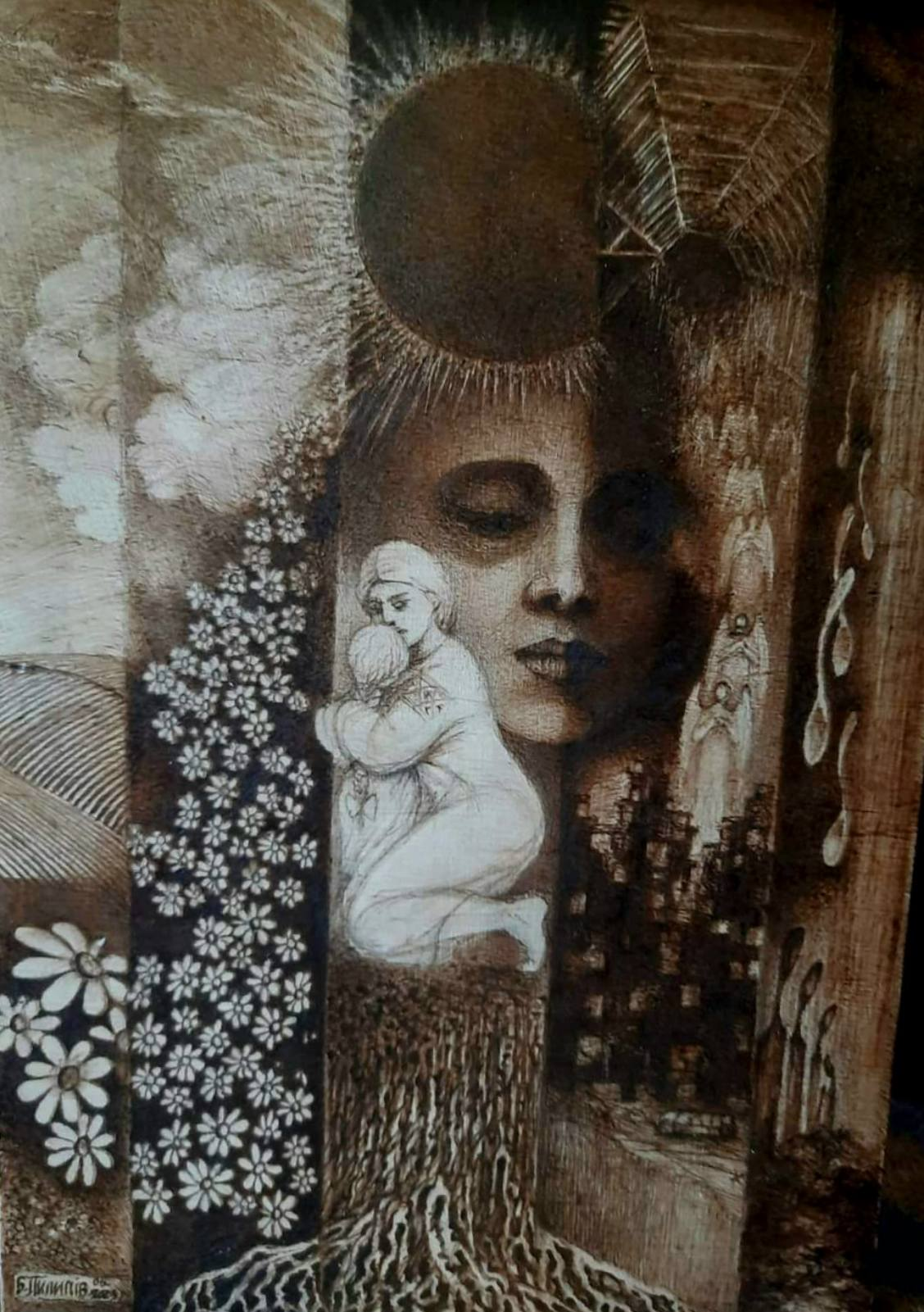
Обніми мене, мамо. Віджени чорну ніч, 2023
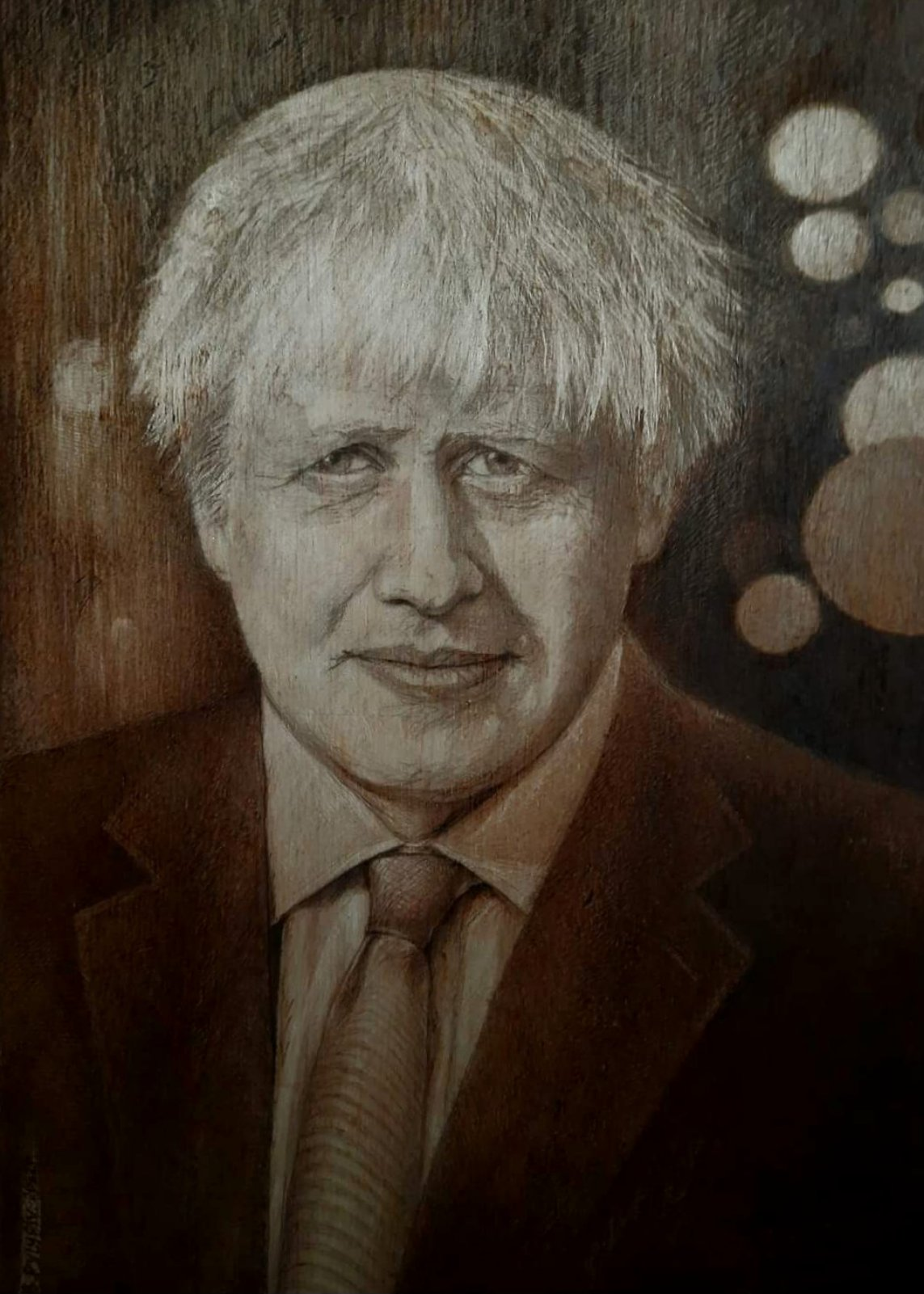
Борис Джонсон, 2022
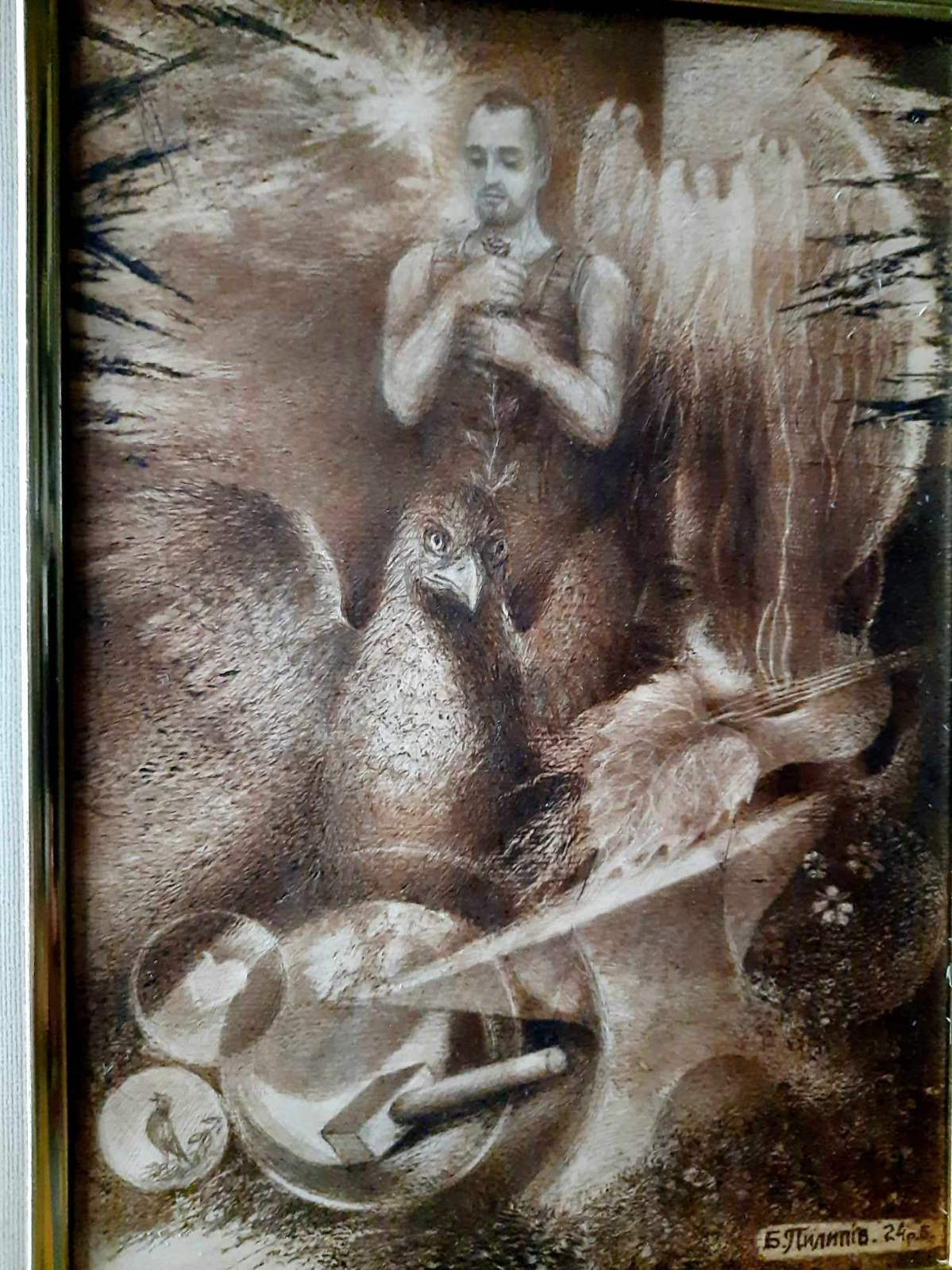
Шлях у вічність. Ціна жертовності. Син Андрій, 2024
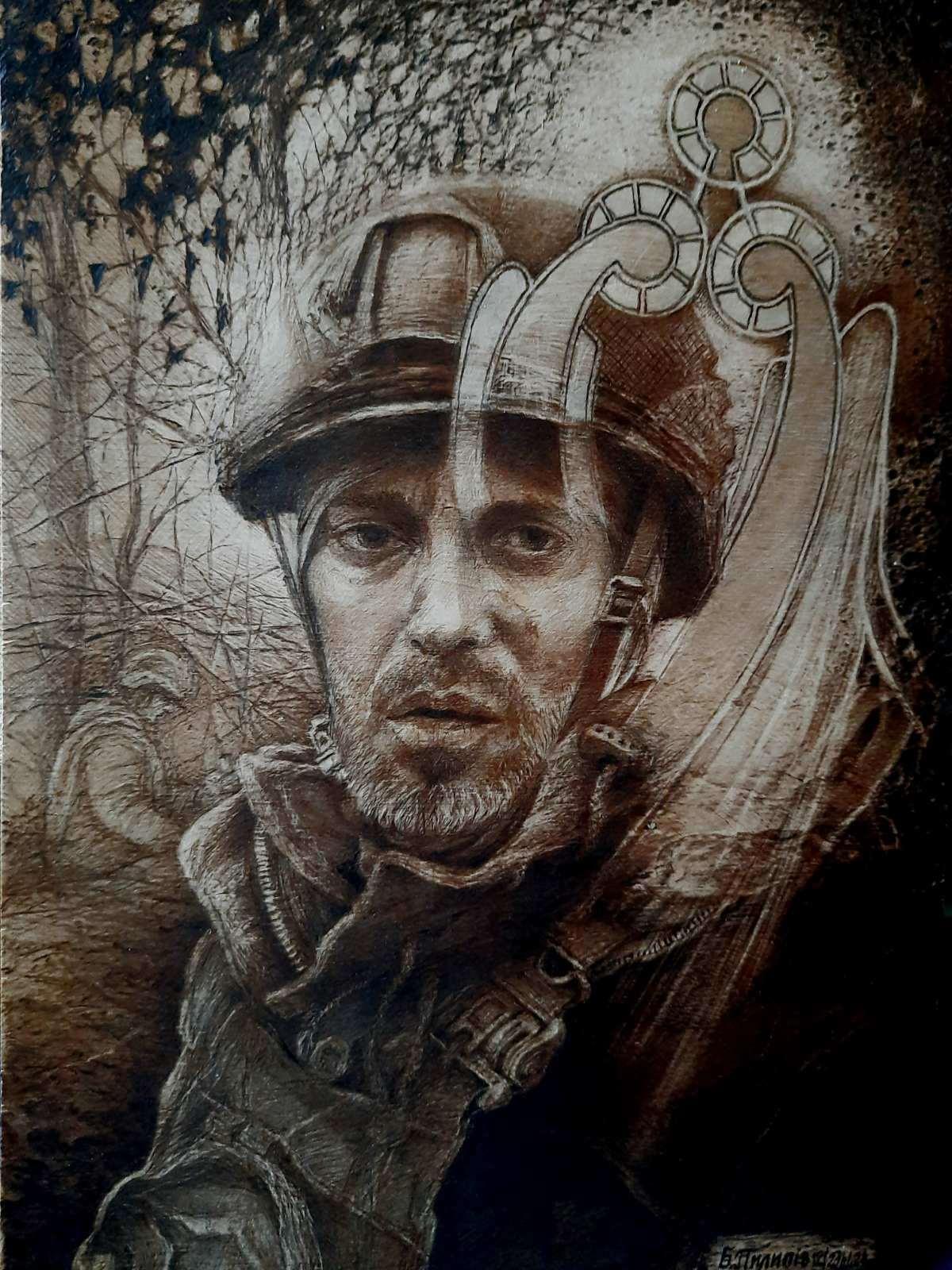
Наш відважний Сокіл. Погляд з НУЛЯ, 2023—2024
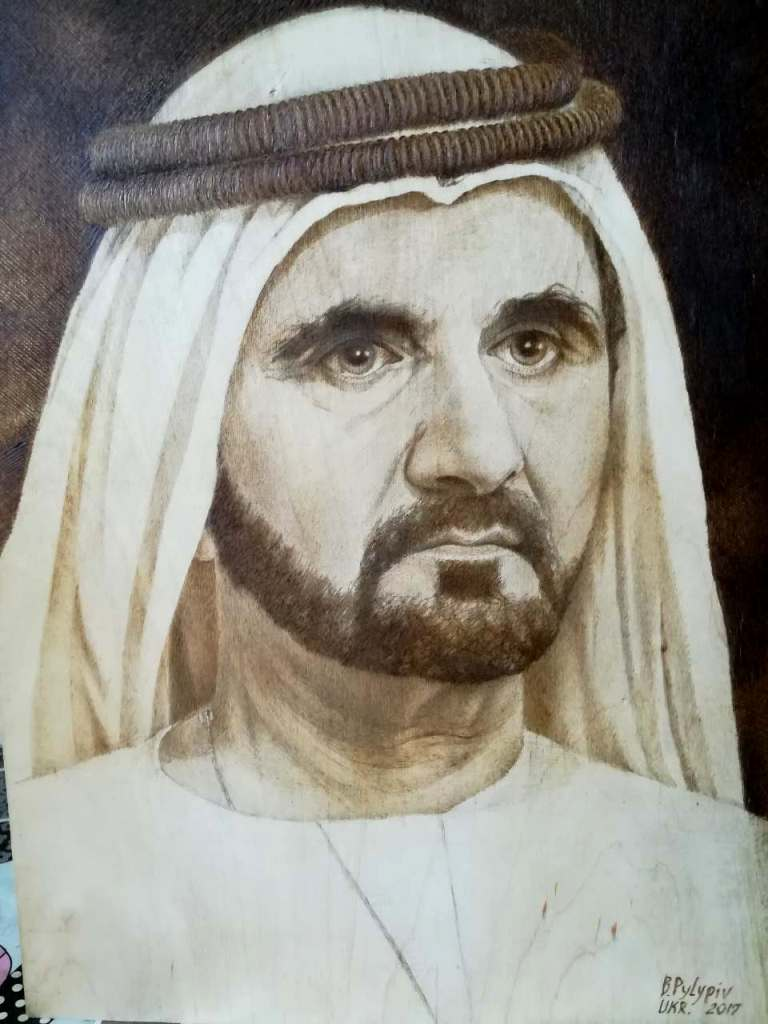
Premier Minister ZEA Mohammed bin Rashid Al Maktoum, 2017
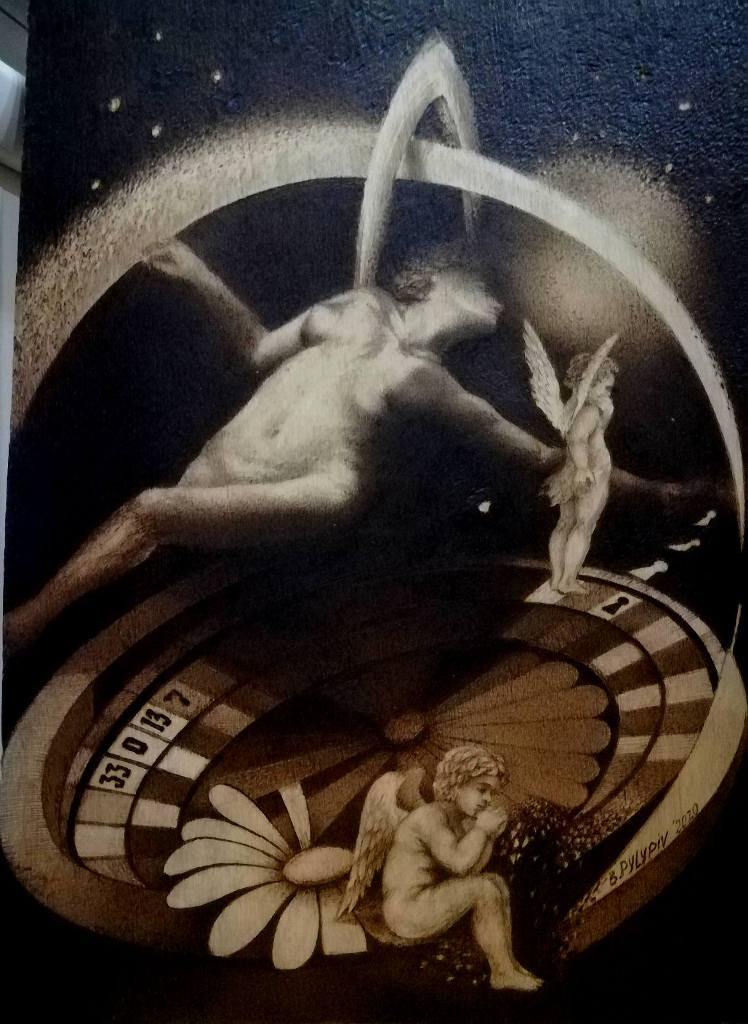
Рулетка, 2020
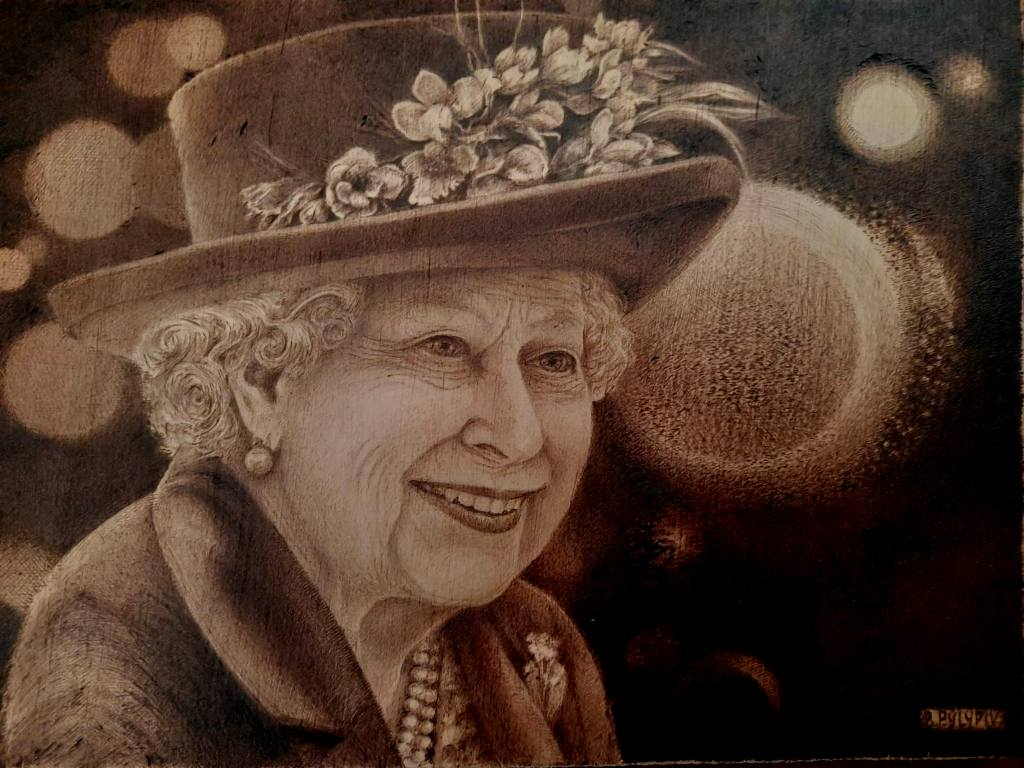
Королева Великої Британії Єлизавета ІІ, 2020
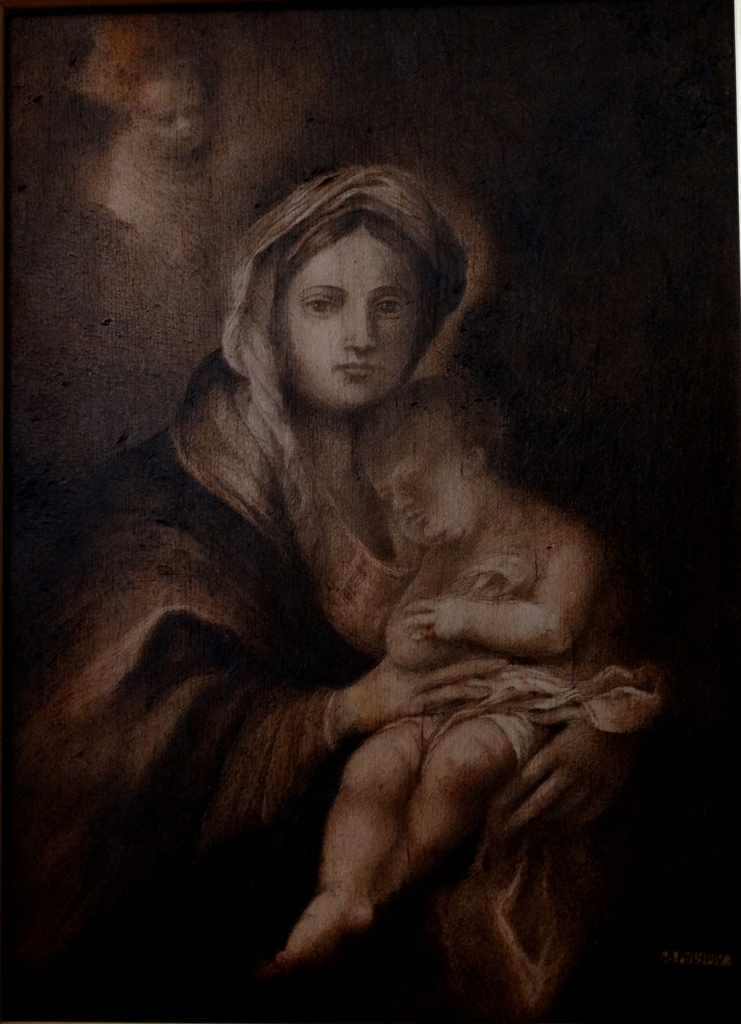
Мадонна з дитям, що спить, 2018
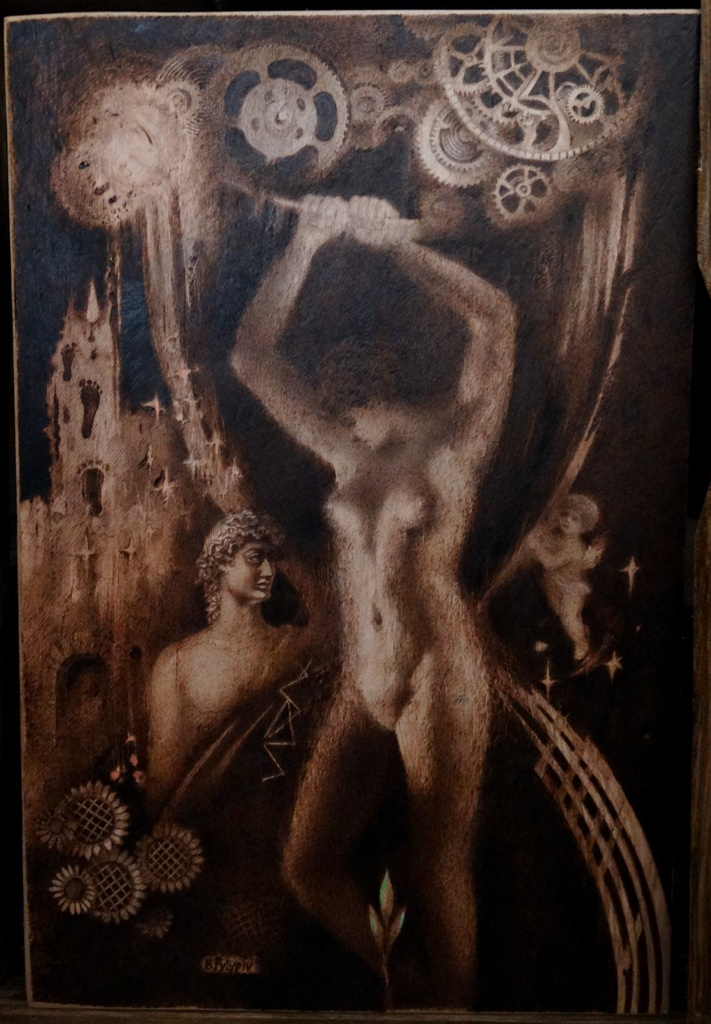
Новий час (Nowy czas), 2019
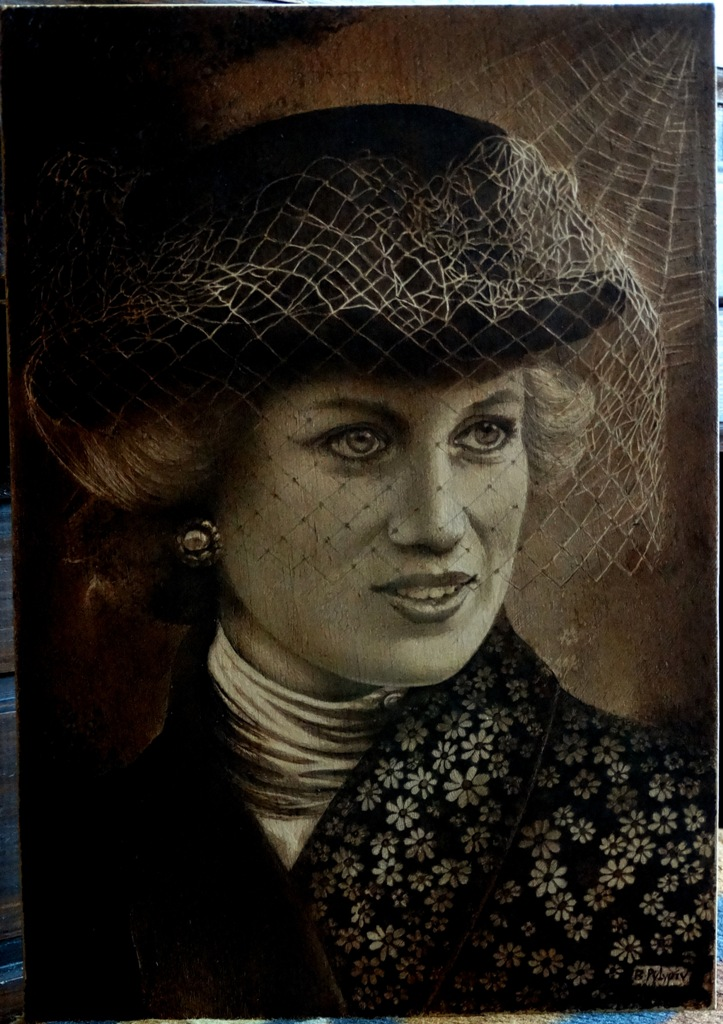
Принцеса Діана. (Diana, Princess of Wales), 2018
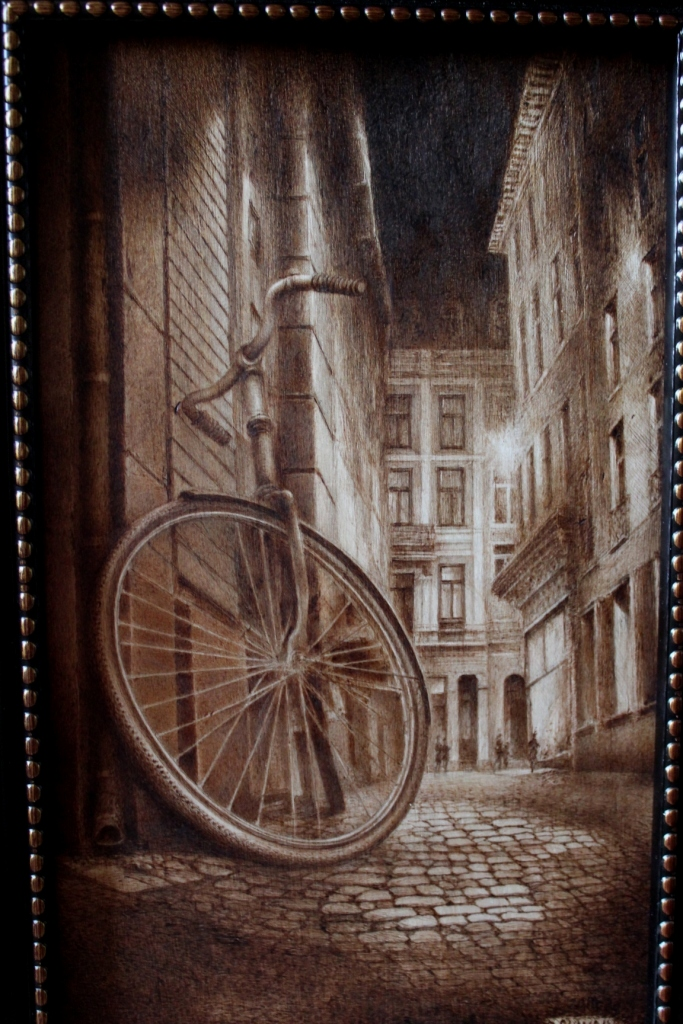
Краків. Нічна вуличка, 2018
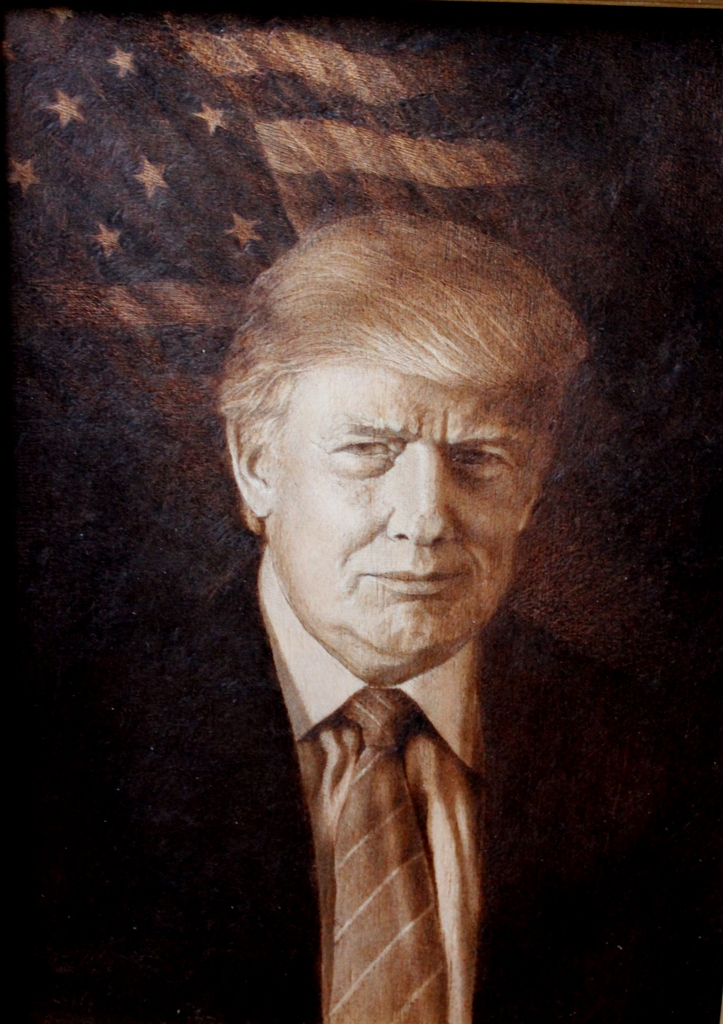
Президент США Дональд Трамп, 2018
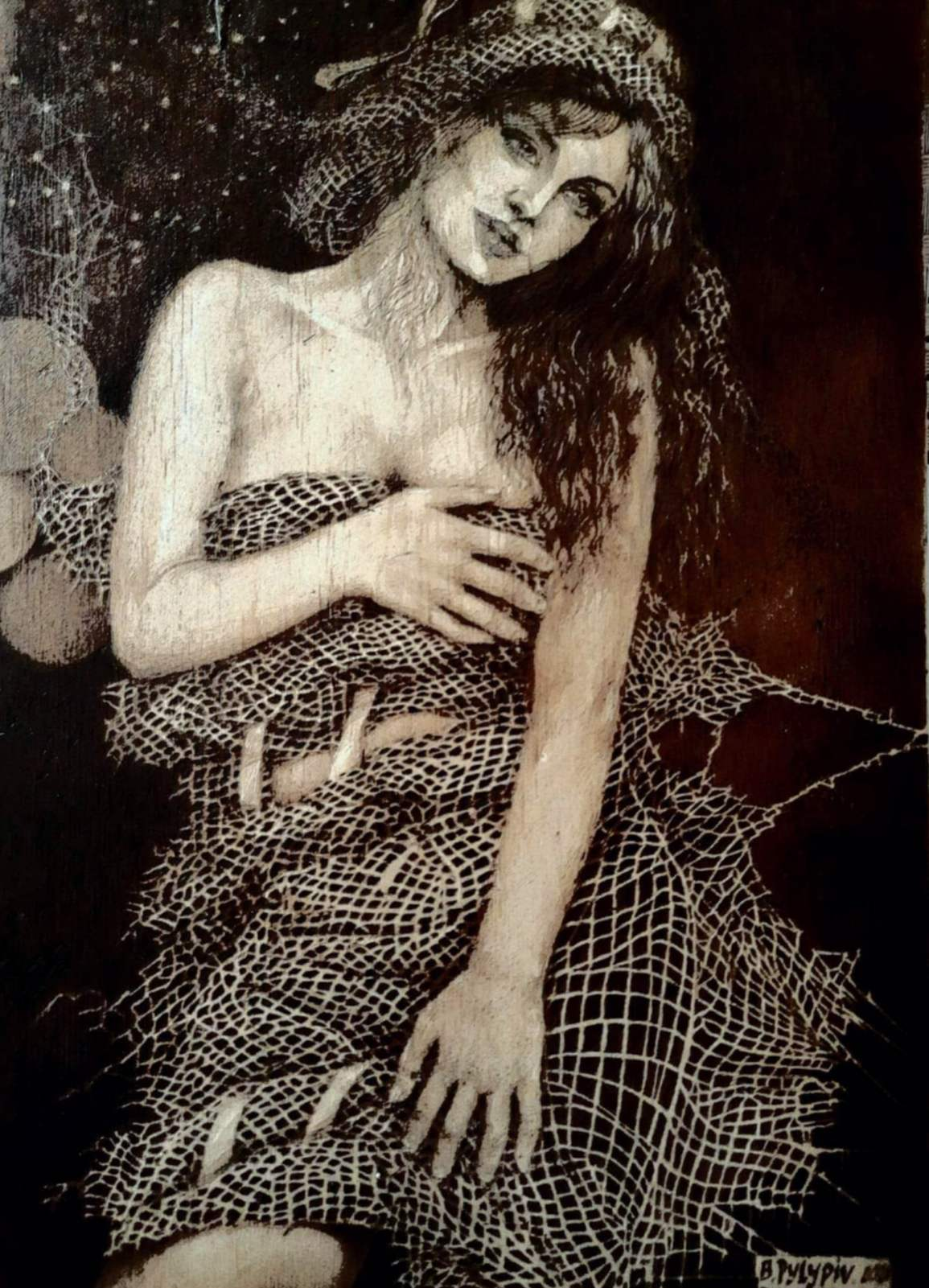
Анджеліна Джолі, 2021
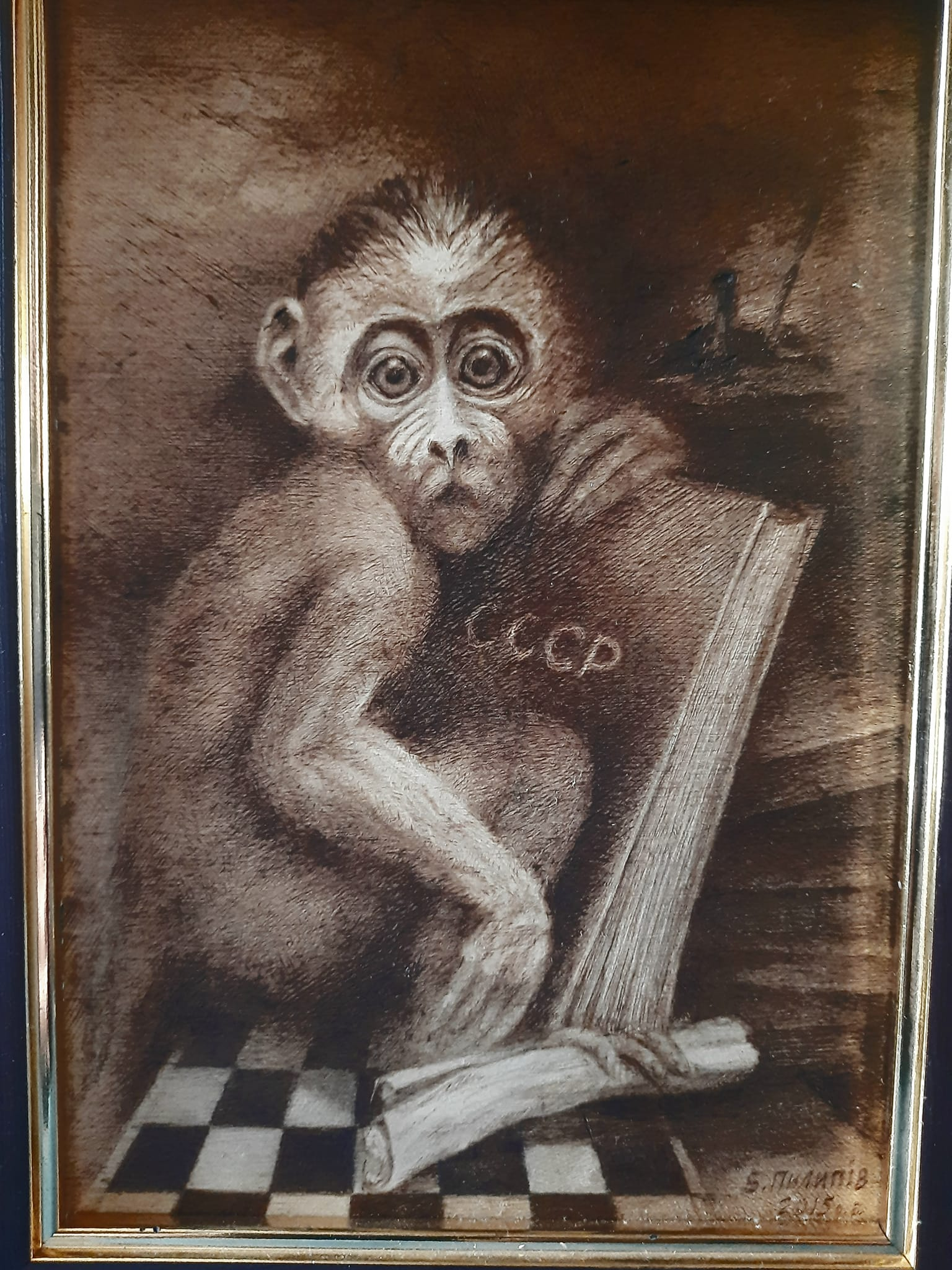
Мавпа з гранатою, 2015
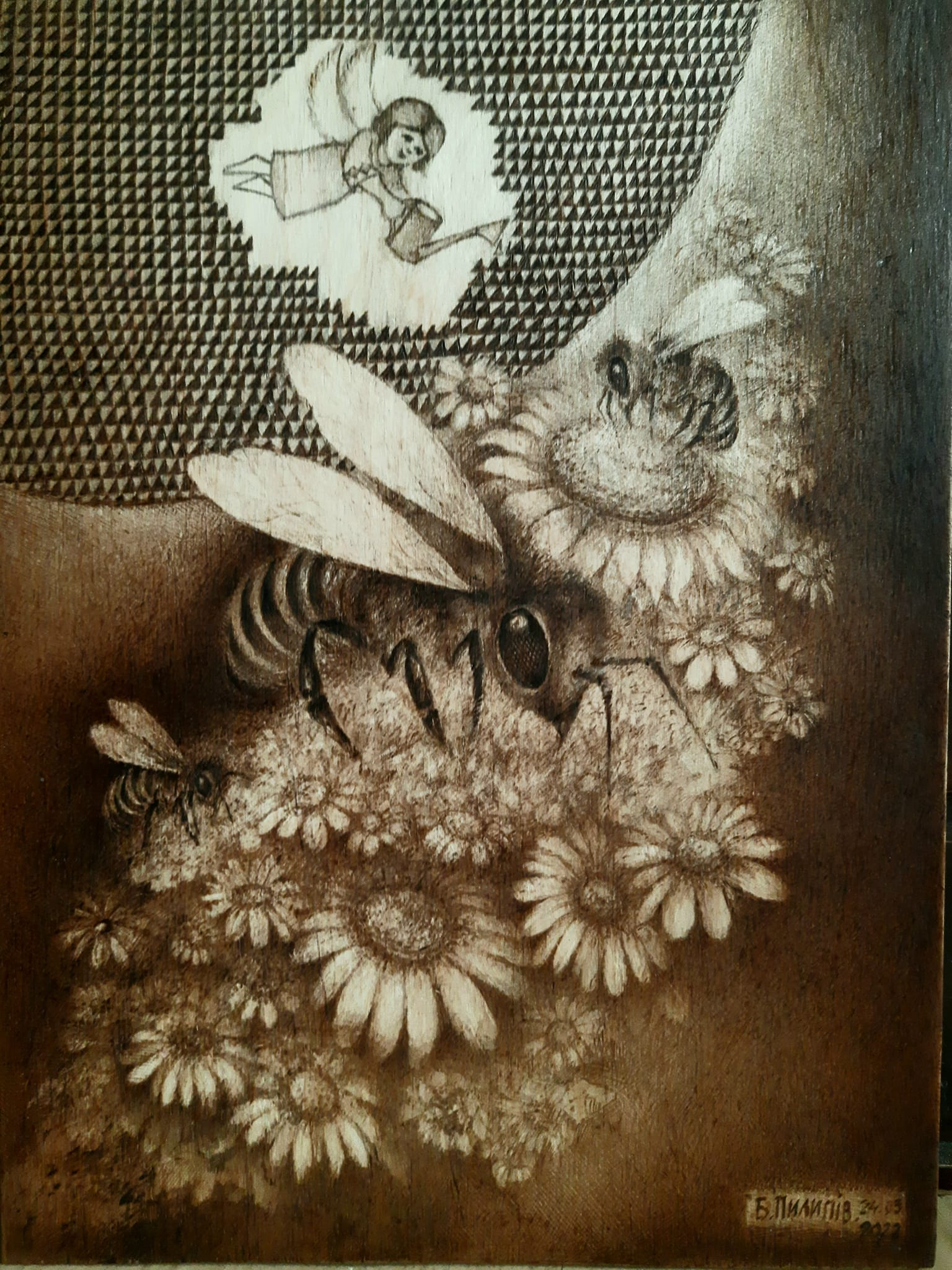
Коли мовчать гармати, 2022
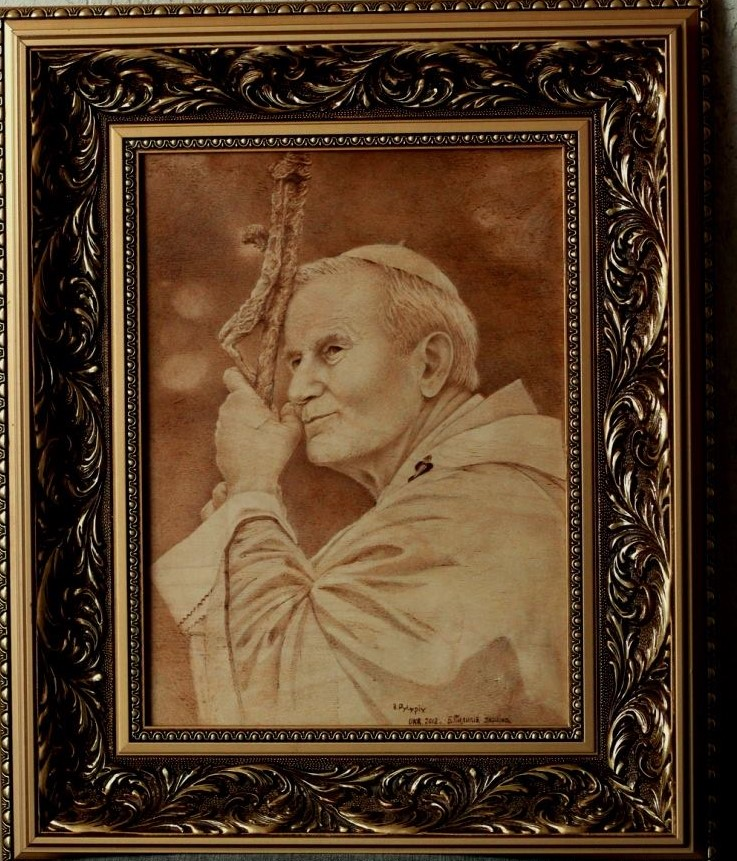
Папа Римський Іван Павло ІІ, 2018
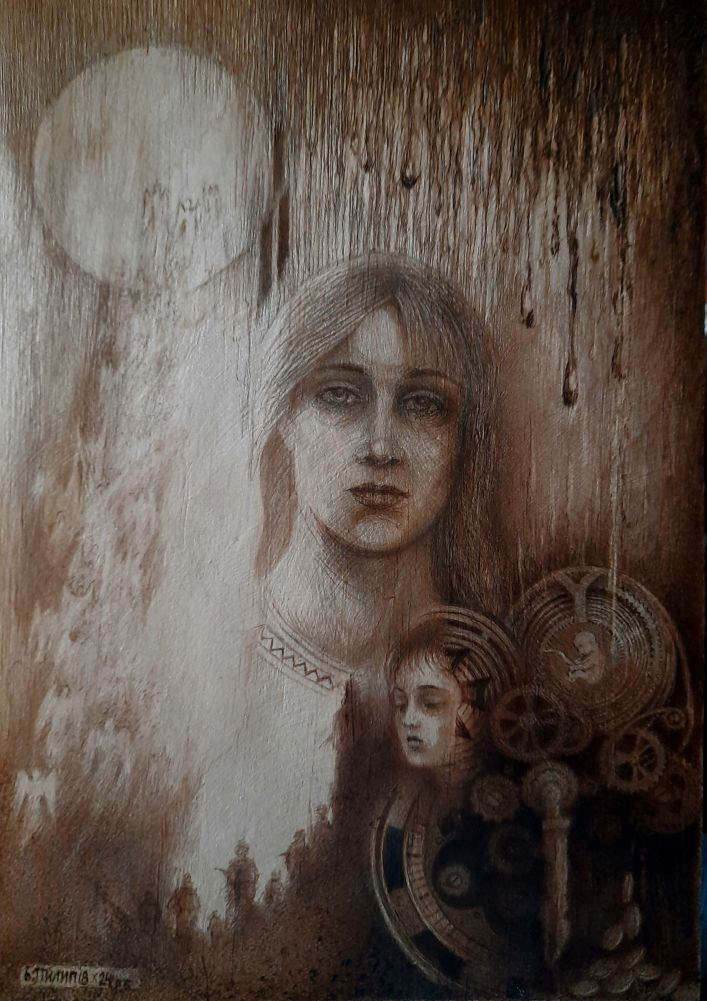
Війна. Молитва-реквієм... наш біль, 2024